# الحصين (الضليعة)

تعديل مصدري - تعديل

الحصين هي إحدى قرى عزلة الضليعة بمديرية الضليعة التابعة لمحافظة حضرموت، بلغ تعداد سكانها 127 نسمة حسب تعداد اليمن لعام 2004.